# Елерау
Елерау (њем. Ellerau) општина је у њемачкој савезној држави Шлезвиг-Холштајн. Једно је од 95 општинских средишта округа Зегеберг. Према процјени из 2010. у општини је живјело 5.673 становника. Посједује регионалну шифру (AGS) 1060019, NUTS (DEF0D) и LOCODE (DE ELU) код.

## Географски и демографски подаци
Елерау се налази у савезној држави Шлезвиг-Холштајн у округу Зегеберг. Општина се налази на надморској висини од 24 метра. Површина општине износи 7,1 km². У самом мјесту је, према процјени из 2010. године, живјело 5.673 становника. Просјечна густина становништва износи 800 становника/km².

## Међународна сарадња
| Мјесто | Држава | Врста сарадње | Од    |
| ------ | ------ | ------------- | ----- |
| Хојер  | Данска | партнерство   | 1979. |
| Извор  |        |               |       |